# リヒャルト・クレメンス・フォン・メッテルニヒ

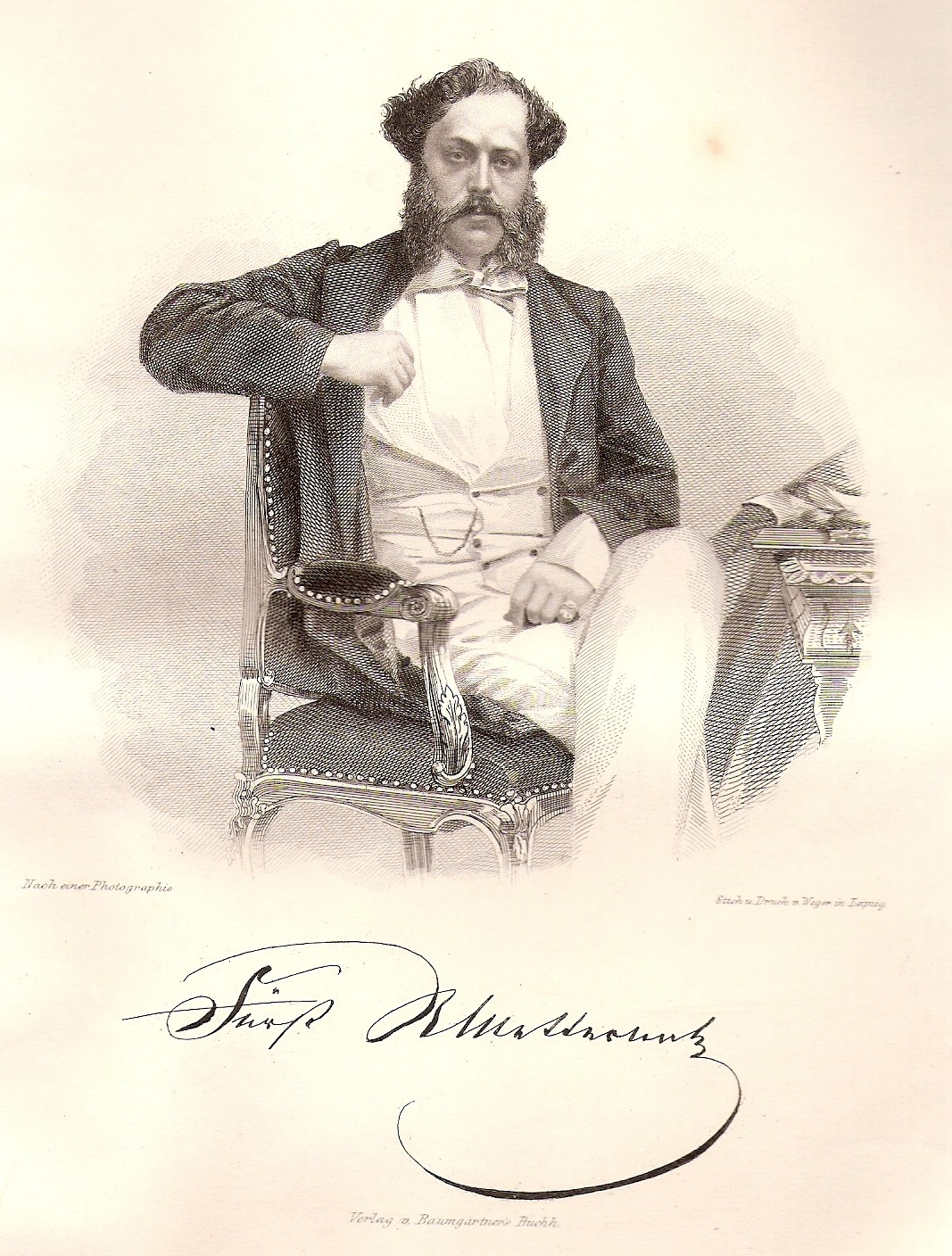
リヒャルト・クレメンス・フォン・メッテルニヒ侯爵、1863年

リヒャルト・クレメンス・フォン・メッテルニヒ＝ヴィンネブルク（Richard Klemens Fürst von Metternich-Winneburg, 1829年1月7日 ウィーン - 1895年3月1日 ウィーン）は、オーストリアの貴族、外交官。
オーストリア帝国宰相のクレメンス・ヴェンツェル・ロタール・フォン・メッテルニヒ侯爵とその2番目の妻のマリー・アントニア・フォン・ライカム男爵夫人の間の一人息子として生まれた。1856年、異母姉レオンティーネの娘であるパウリーネ・シャーンドル伯爵夫人と結婚し、間に3人の娘をもうけた。妻との間に男子が無かったため、メッテルニヒ＝ヴィンネブルク侯爵位は異母弟のパウルが受け継いだ。
1855年よりパリのオーストリア公使館に書記官として赴任し、1856年にはザクセン王国駐在の全権委任公使となった。1861年にはオーストリア帝国貴族院の世襲貴族院議員となった。1859年から1870年にかけてはパリ駐在のオーストリア大使を務め、皇帝ナポレオン3世の宮廷とパリ社交界で妻のパウリーネとともに重要な役割を果たした。
1882年の第1回ウィーン国際美術展（Erste Internationale Kunstausstellung Wien）の開催にも尽力した。また引退後、父の回想録を発表している。